# ماهیچه نعلی اضافه
ماهیچه نعلی اضافه (انگلیسی: Accessory soleus muscle) اصلی‌ترین ماهیچه‌های اضافه در قوزک پای انسان است. 
این ماهیچه در بدن ۱۰ درصد از افراد یافت می‌شود.